# TEP70
A TEP70 (oroszul: ТЭП70) szovjet Co'Co' tengelyelrendezésű személyvonati dízelmozdonysorozat. Összesen kb. 350 db épült belőle 1973 és 2006 között a Kolomnai mozdonygyárban. Jelenleg Oroszországban, Kazahsztánban, Fehéroroszországban, Ukrajnában, Lettországban, Litvániában és Észtországban (GoRail) használják.

## Galéria

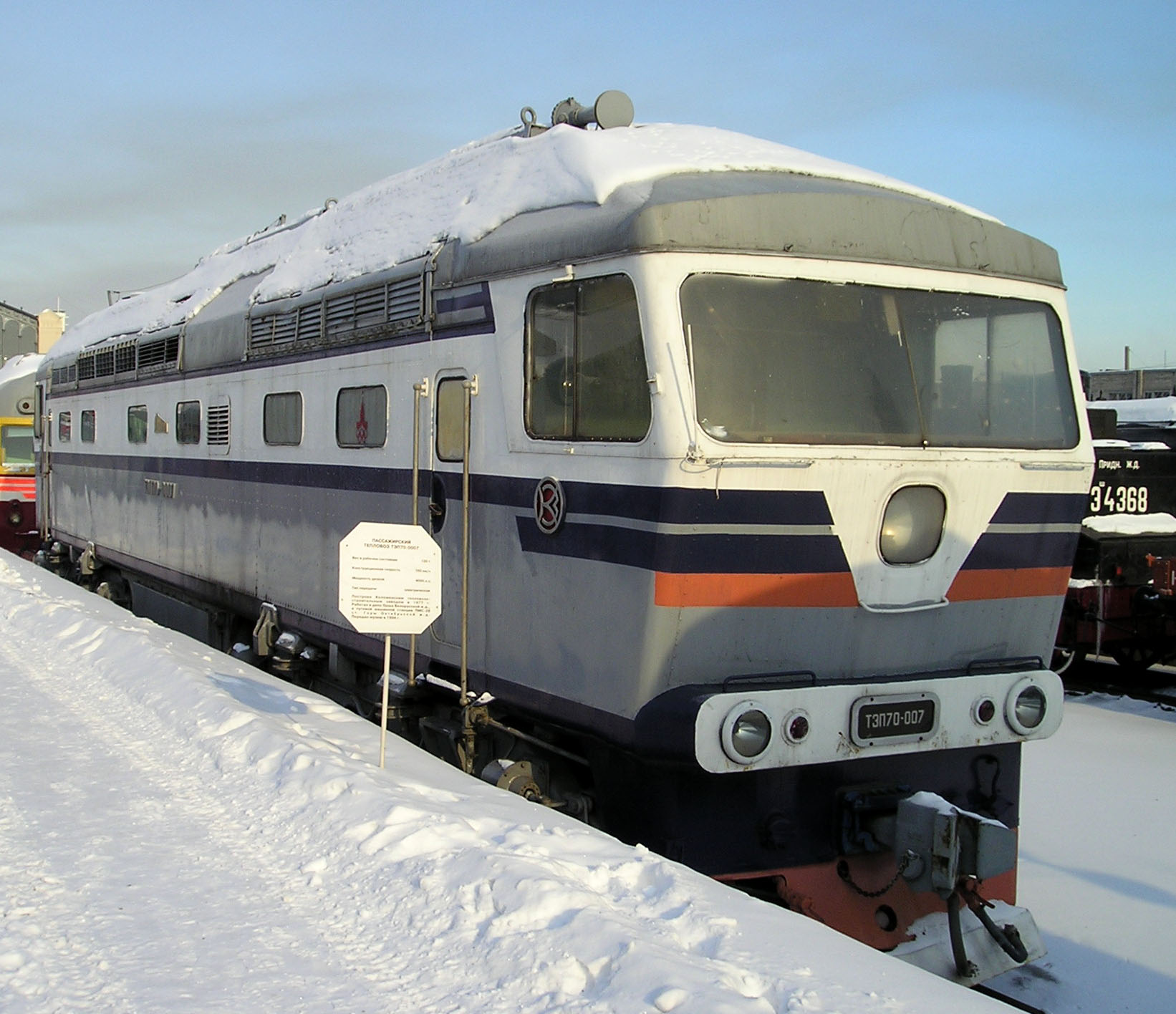
TEP70-007
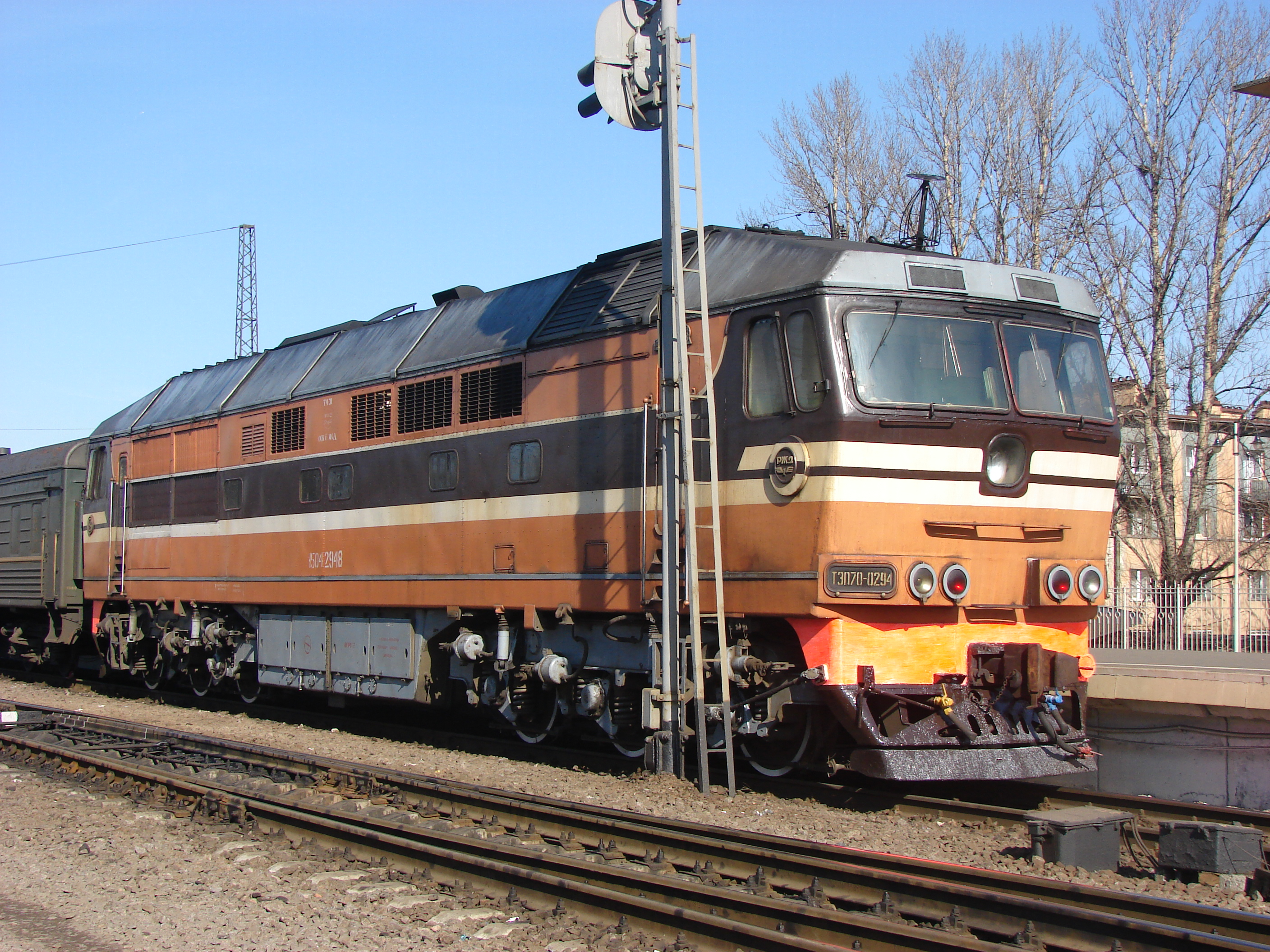
TEP70-0294
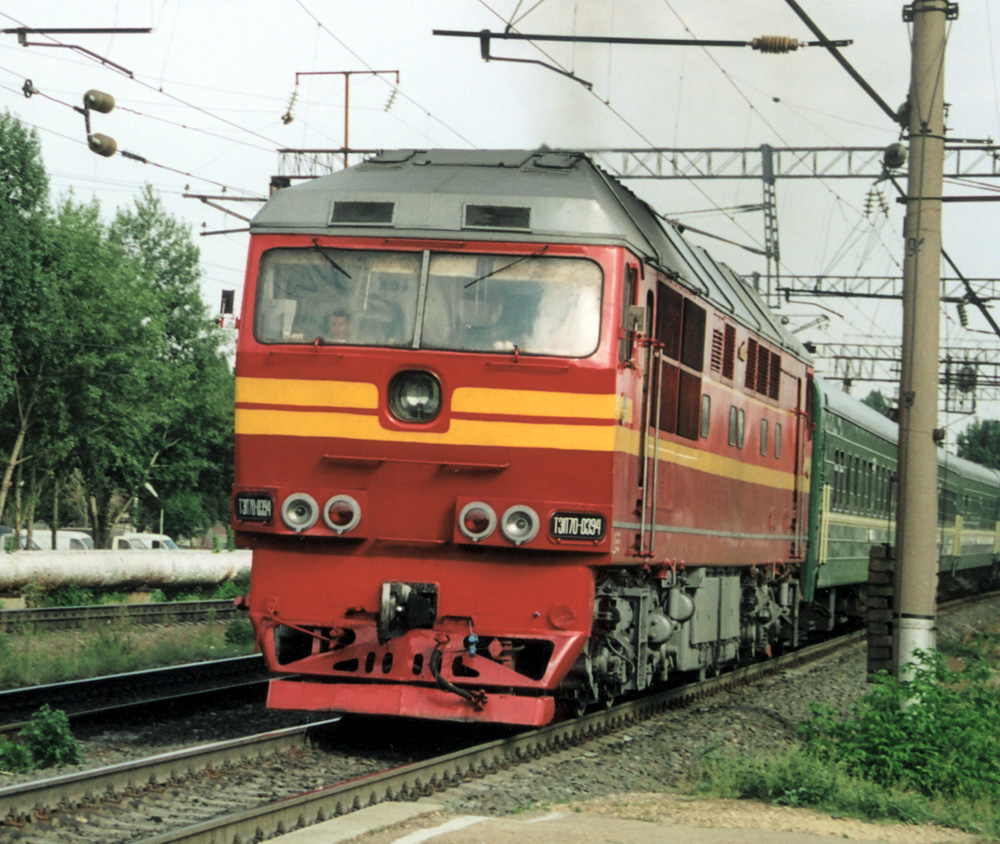
TEP70-0394
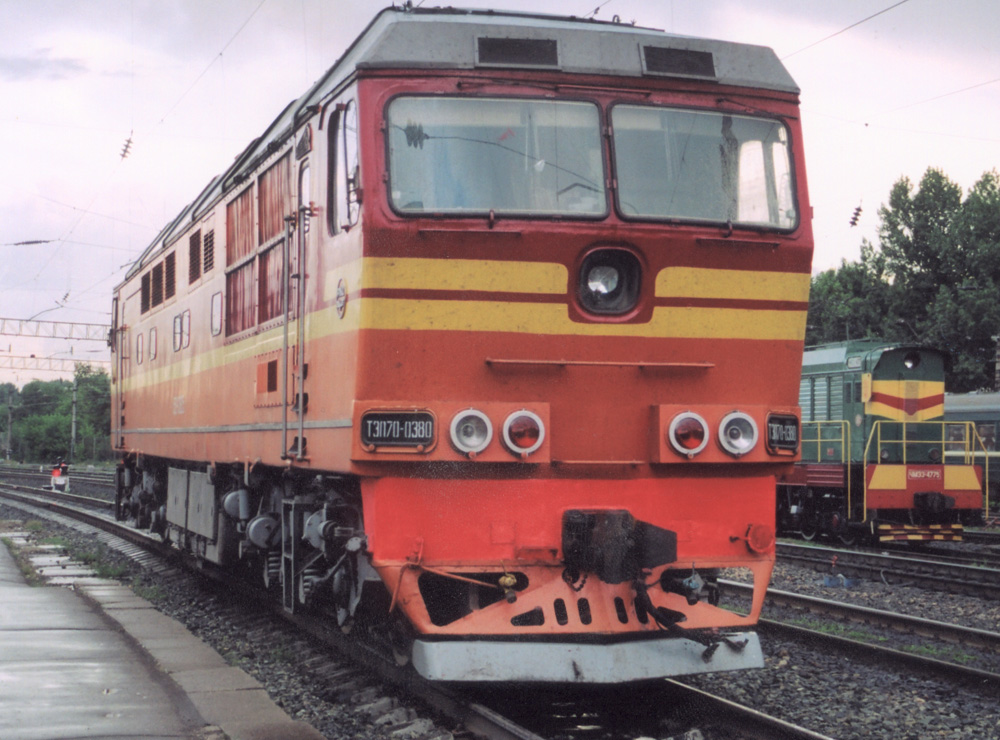
TEP70-0380
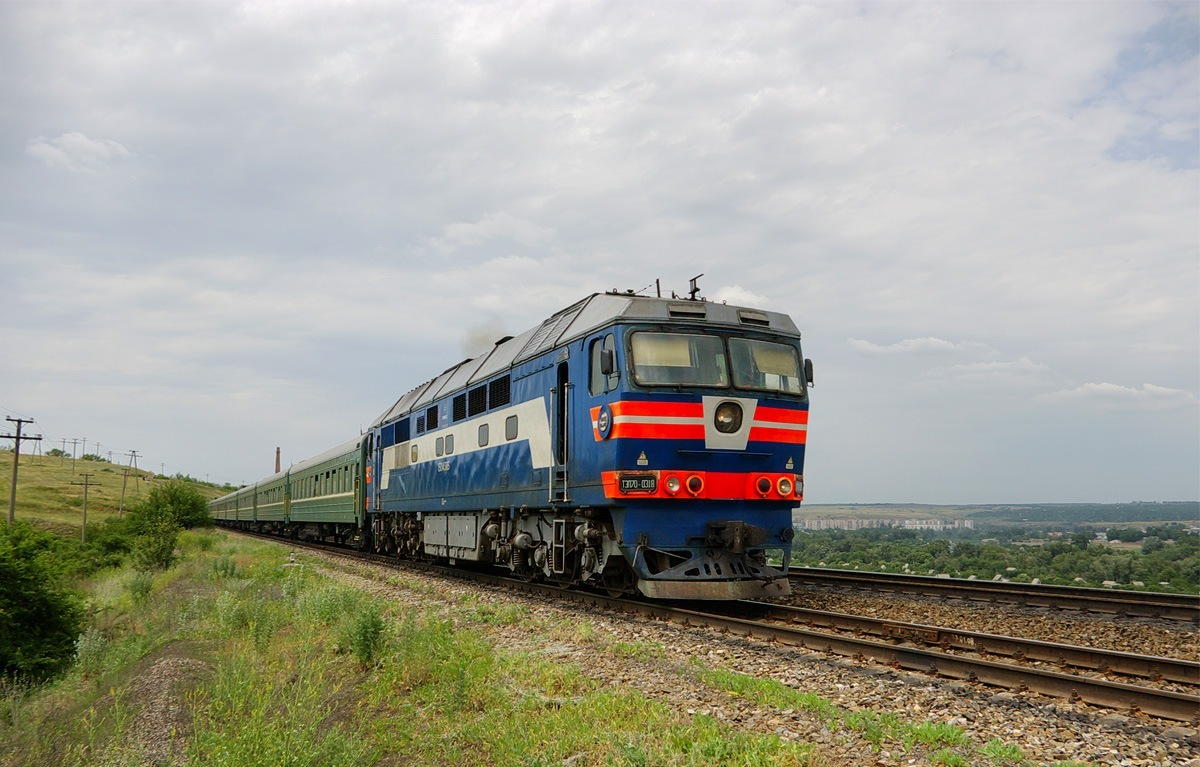
TEP70-0318
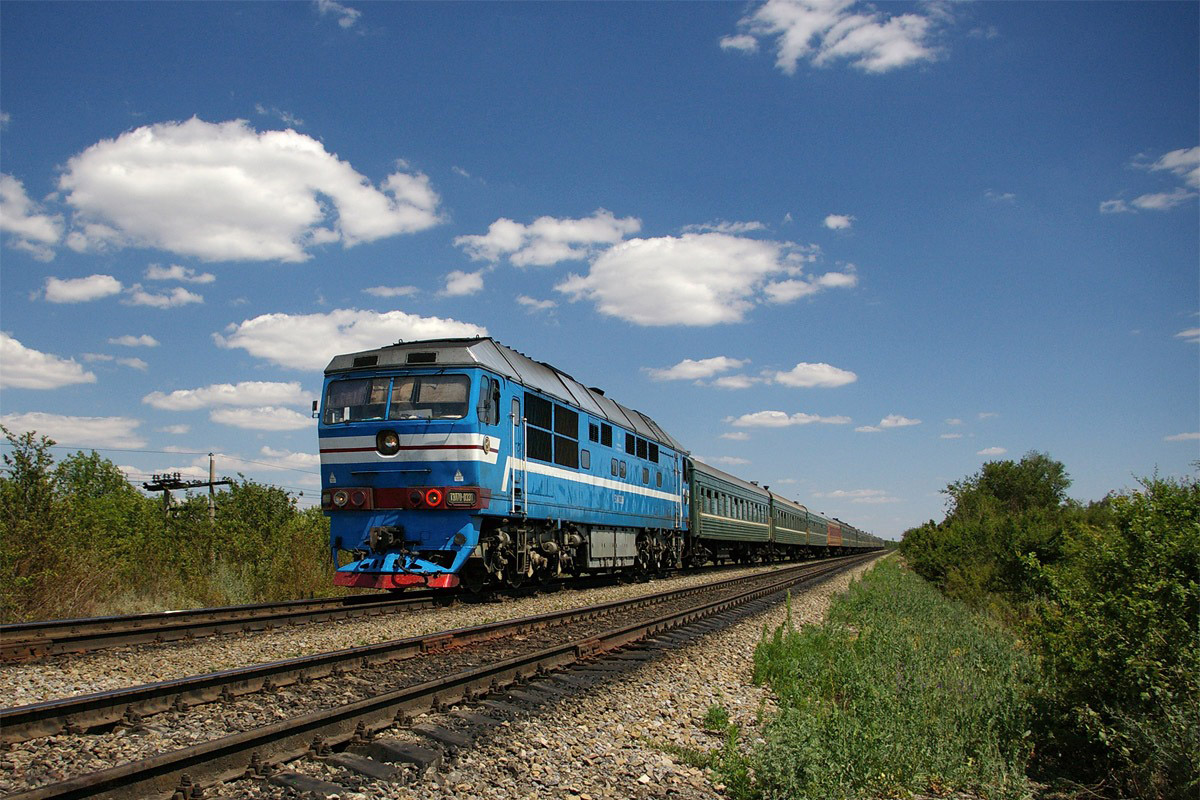
TEP70-0331
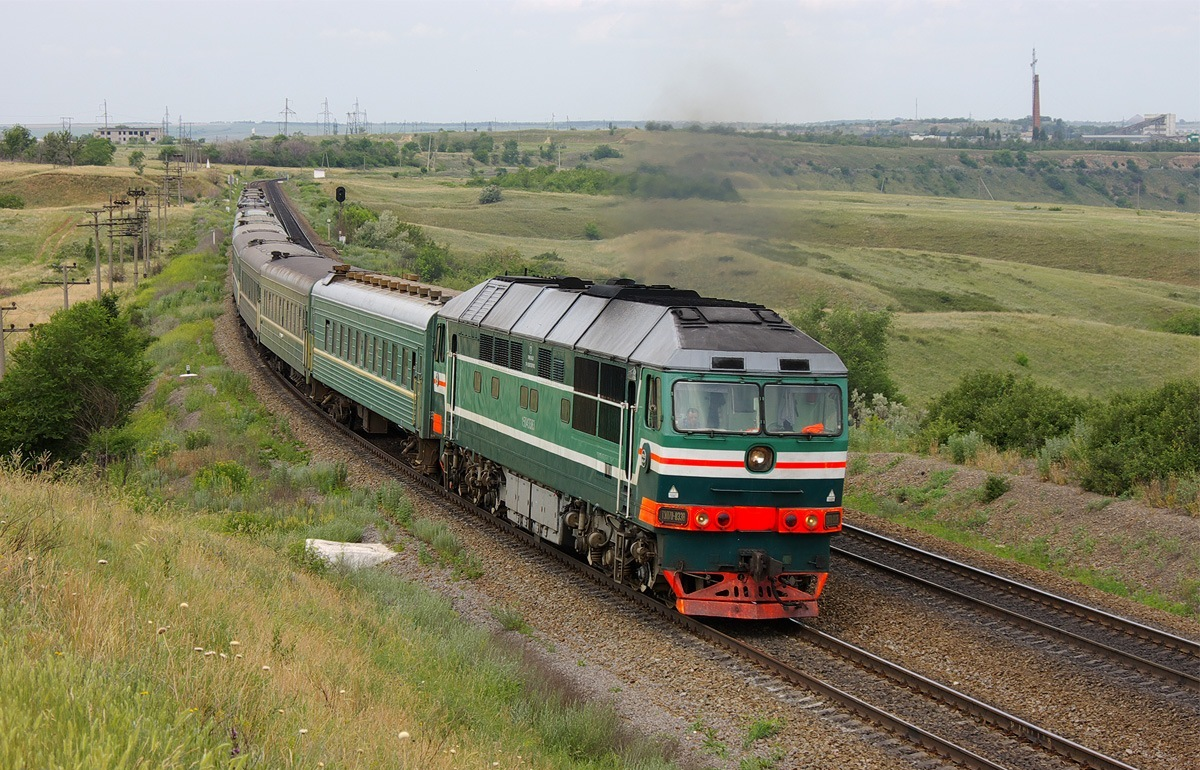
TEP70-0338
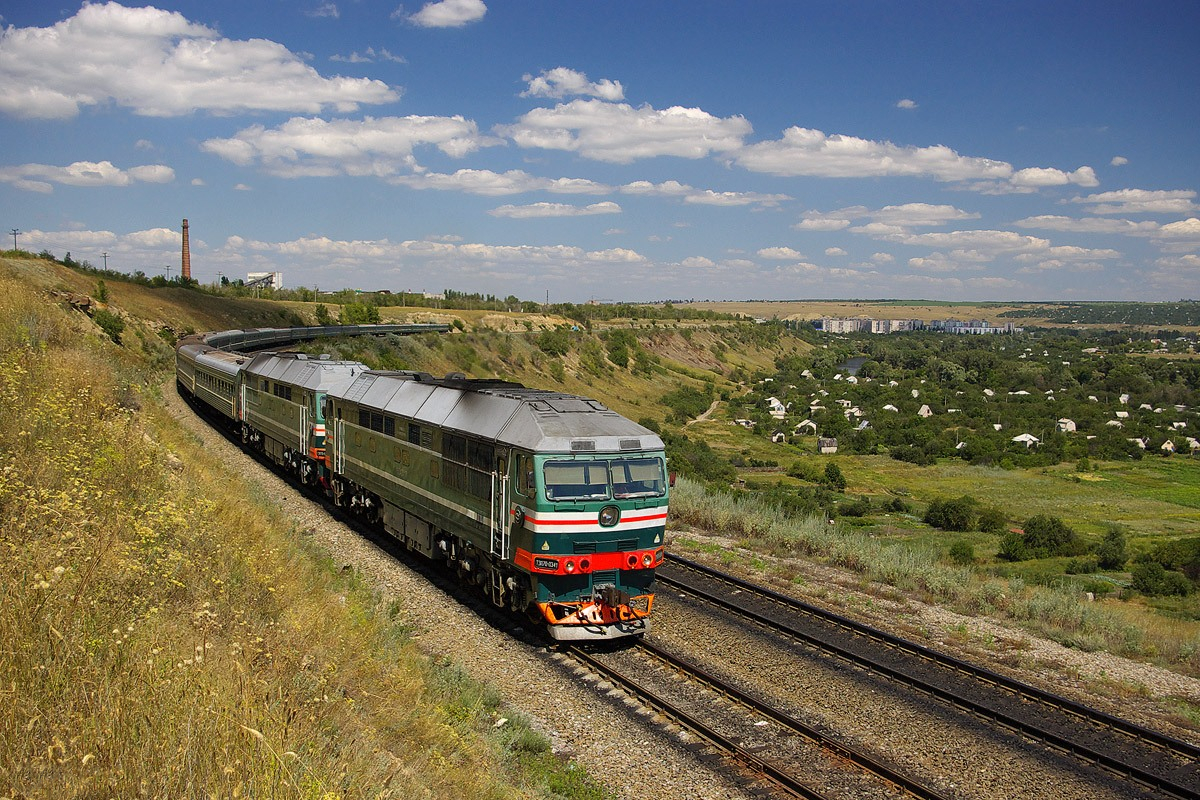
TEP70-0341